# Салгадинью (Пернамбуку)
Салгадинью (порт. Salgadinho) — муниципалитет в Бразилии, входит в штат Пернамбуку. Составная часть мезорегиона Сельскохозяйственный район штата Пернамбуку. Входит в экономико-статистический микрорегион Медиу-Капибариби. Население по переписи 2010 составляет 9312 человек, согласно БИГС численность на 2021 год — 11 214 человек. Занимает площадь 87,2 км². Плотность населения — 128 чел./км².
Праздник города — 26 октября.

## История
В конце 18 веке местность являлась фермой, принадлежавшей семье Алвеш Камело, которые считаются первопоселенцами.
Салгадинью входил в территорию Бон-Жардин. С созданием муниципалитета Жуан-Алфреду стал частью нового города. Законом штата № 4974 от 20 декабря 1963 года был возведен в статус муниципалитета.

## Статистика
- Валовой внутренний продукт на 2005 год составляет 16 072 000 реалов (данные: Бразильский институт географии и статистики).
- Валовой внутренний продукт на душу населения на 2005 год составляет 2034 реалов (данные: Бразильский институт географии и статистики).
- Индекс развития человеческого потенциала на 2000 год составляет 0,602 (данные: Программа развития ООН).

## Примечание
1. ↑  Prefeito e vereadores de Salgadinho tomam posse; veja lista de eleitos (бр. порт.). G1. Дата обращения: 8 января 2023. Архивировано 8 января 2023 года.
2. ↑  Численность населения Сальгадинью (порт.). IBGE. Дата обращения: 8 января 2023. Архивировано 8 января 2023 года.
3. ↑  Salgadinho (PE) | Cidades e Estados | IBGE. www.ibge.gov.br. Дата обращения: 8 января 2023. Архивировано 8 января 2023 года.
4. 1 2  Prefeitura Municipal de Salgadinho. salgadinho.pe.gov.br. Дата обращения: 8 января 2023. Архивировано 8 января 2023 года.